# Komuna e Shushicës
Komuna e Shushicës är en kommun i Albanien.   Den ligger i prefekturen Qarku i Elbasanit, i den centrala delen av landet, 40 km sydost om huvudstaden Tirana.
I omgivningarna runt Komuna e Shushicës växer i huvudsak blandskog.  Runt Komuna e Shushicës är det ganska tätbefolkat, med 144 invånare per kvadratkilometer.